# Rembiga
Rembiga is een bestuurslaag in het regentschap Mataram van de provincie West-Nusa Tenggara, Indonesië. Rembiga telt 10.037 inwoners (volkstelling 2010).